# 恋する遺伝子
『恋する遺伝子 』（Someone Like You）は、2001年に公開されたロマンチック・コメディのアメリカ合衆国の映画。原作は、ローラ・ジックマン の小説『グドール博士の恋愛方程式』（Animal Husbandry）である。
日本公開時のキャッチコピーは、「逃げた恋と　いつのまにか　始まっている恋。」　

## あらすじ
ニューヨークのテレビ局で、ダイアンのトーク番組の出演者の調整をしているジェーンは、同僚のエディの猥雑さに幻滅する日々を過ごしていた。ある日ジェーンは新任のエグゼクティブプロデューサー：レイに一目ぼれし、3年越しの恋人がいる彼と狙い通り恋仲になる。6週間で「愛してる」と真顔で言われ、同棲の約束も交わした。ところが、レイは別れ話で恋人が平静な態度だったことに動揺して以降、同棲を引き延ばそうとし始め、理由もないままジェーンに別れを切り出す。
すでに同棲に向けてアパートを解約しており、住む場所を失ったジェーンは、節約のためルームメイトを探していたエディと同棲を始める。男心に不信と悩みを抱えるジェーンは「雄牛は多妻制を好む」とう新聞記事を目にし、人間の男性についての”新しい雌牛理論”を思い付き、理論の正しさを確かめるべく古今東西あらゆる分野について調べ始める。
ジェーンは自分同様に失恋した親友リズから、女性雑誌の男性に対するコラム記事の依頼を受け、偽の設定とペンネーム”マリー・チャールズ博士”として執筆する。レイやエディの行動を踏まえた記事には大反響があり、ジェーンの勤務するテレビ局をはじめ取材依頼が殺到する事態になった。
やがて冬になり、ジェーンはクリスマスパーティーでレイから大晦日の誘いを受ける。リズやエディの否定的な見解を無視して、ジェーンはドレスアップして迎えを待っていたがついに彼は来なかった。失意のジェーンはエディも参加する年越しパーティーに顔を出すが、惨めな気持ちになりすぐに立ち去る。
年明け、レイはジェーンに謝罪し、ダイアンと年末によりを戻したことを告白する。ジェーンはダイアンが例の恋人だったことにショックを受け、会議の場で騒ぎを起こしてしまう。ジェーンはダイアンに謝罪し、ダイアンが意図的に感情を抑えていたことを知る。ジェーンとリズは、ダイアンを”古い雌牛”と軽蔑するが、エディは人間と牛は違うと反論する。エディはジェーンに寄り添い、ジェーンの美しさを称えて励ます。明くる朝、姉のアリスが流産したと義兄から連絡を受けたジェーンは病院に駆けつける。愛情で結ばれた姉夫婦の姿にエディと自身を重ねて感銘を受け、ジェーンはダイアンに「”チャールズ博士”を見つけた」と連絡する。
後日、チャールズ博士が電話出演する生放送番組が始まった。しかしジェーンは電話ではなく、スタジオに直接登場する。誰もが唖然となる中、自身が失恋した原因を男性のせいにするため書いたコラムであることや、人間を動物に例えたことを謝罪する。スタジオを飛び出した彼女をエディは追い、二人は街頭の乳牛の写真の前で熱烈な口づけを交わす。

## 配役
| 役名                   | 俳優                           | 日本語吹替                            | 日本語吹替 |
| 役名                   | 俳優                           | ソフト版                              | VOD版      |
| ---------------------- | ------------------------------ | ------------------------------------- | ---------- |
| ジェーン・グードル     | アシュレイ・ジャッド           | 深見梨加                              | 山像かおり |
| エディ・オールデン     | ヒュー・ジャックマン           | 小山力也                              | 宮本充     |
| レイ・ブラウン         | グレッグ・キニア               | 内田直哉                              | 堀秀行     |
| リズ                   | マリサ・トメイ                 | 山像かおり                            | 渡辺美佐   |
| ダイアン・ロバーツ     | エレン・バーキン               | 塩田朋子                              | 種田文子   |
| エヴリン               | ローラ・レーガン               |                                       |            |
| アリス                 | キャサリン・デント             | 小宮和枝                              |            |
| スティーヴン           | ピーター・フリードマン         | 小島敏彦                              |            |
| レベッカ               | リアナ・クルーム               |                                       |            |
| イザベル               | ムリエル・アーデン             |                                       |            |
| 不動産業者             | コリーン・キャンプ             |                                       |            |
| ドクター・クレーン     | ジェス・プラット               |                                       |            |
| ヒュー・ダウンズ       | 本人                           |                                       |            |
| メイクアップアーチスト | ナオミ・ジャッド               |                                       |            |
| 女性科学者             | スー・ジン・ソン               | 増田ゆき                              |            |
| 男性科学者             | キース・レディン               | 土田大                                |            |
| デビッド               | デビッド・ケナー               | 高宮俊介                              |            |
| 配達係                 | デリック・カールトン・グラント | 木村雅史                              |            |
| メアリー・ル           | ドナ・ハノーバー               | 寺内よりえ                            |            |
| 中国人店主             | ポン・ヤン                     | 相沢正輝                              |            |
| その他                 | N/A                            | 中村千絵 出口佳代 小野塚貴志 小林沙苗 |            |
|                        |                                |                                       |            |
| 演出                   | 演出                           | 神尾千春                              |            |
| 翻訳                   | 翻訳                           | 春山陽子                              |            |
| 調整                   | 調整                           | 白井康之                              |            |
| 制作                   | 制作                           | プロセン スタジオ                     |            |